# 黒蜥蜴
『黒蜥蜴』（くろとかげ）は、江戸川乱歩の長編探偵小説。および、作中に登場する女性盗賊の通称。小説は月刊誌『日の出』（新潮社）で1934年（昭和9年）1月号から12月号まで連載された。いわゆる乱歩の通俗連載長篇の一つで、宝石など「美しいもの」を狙う美貌の女賊・黒蜥蜴と名探偵・明智小五郎が対決する。端々に乱歩が本分としている「エロ・グロ」の趣向がこらされている。

## あらすじ
帝都東京の暗黒街の一角、クリスマス・イブのパーティーで「宝石踊り」を舞い、左腕に黒いトカゲの刺青をしている美貌の夜の女王、その女こそ女賊黒蜥蜴であった。黒蜥蜴はその日の深夜に、恋人と恋敵を殺して庇護を求めてきた青年、雨宮潤一を死亡偽装させ、彼に部下としての忠誠を誓わせる。
黒蜥蜴の狙いは、Kホテルに滞在中の大阪の大宝石商岩瀬庄兵衛の令嬢、早苗の誘拐であった。黒蜥蜴は有閑マダム「緑川夫人」の名で同ホテルに宿泊して岩瀬父娘に近づき、すでに懇意になっている。岩瀬は相次ぐ警告文をもとに、素人探偵明智小五郎に依頼して、その身辺警護に当たらせていたが、緑川夫人はその明智とも顔見知りになっていた。
12時に早苗を奪いに来るという予告状が来る。明智と緑川夫人はトランプに興じながら、早苗の誘拐の可否について賭けをするが、12時、奥のベッドに寝ているのは、マネキンの頭であった。緑川夫人は明智をあざ笑うが、そこに明智の部下がトランクに入れられてさらわれた早苗とともにあらわれた上、明智が彼女の正体を暴露したため、立場は逆転する。しかし黒蜥蜴は明智からピストルを奪っていたため、再度、早苗の誘拐を試みるとの言葉を残し部屋を退出、男装してまんまと逃亡する。
明智と岩瀬は、大阪の自邸奥深くに早苗を匿うが、購入したばかりの応接椅子セットを利用した「人間椅子」のトリックにより、早苗はついに誘拐される。

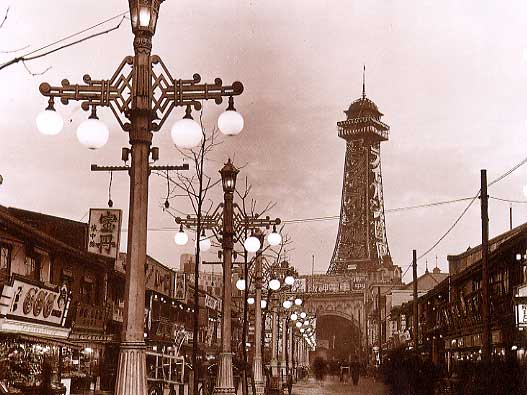
黒蜥蜴は岩瀬老人に、大阪通天閣塔上でのダイヤ受け渡しを要求する

黒蜥蜴は早苗とダイヤモンド「エジプトの星」の交換を岩瀬に要求。通天閣塔上で岩瀬は緑川夫人にそれを手渡す。黒蜥蜴は自分に何かあった場合はすぐさま早苗をなきものにできるようにするため、双眼鏡で監視できるそこを選んだのであった。岩瀬を先に帰したあと、緑川夫人は売店のおかみさんと着物を交換してもらい、売店の主人に付き添ってもらって通天閣を脱するが、実は売店の主人は明智の変装だった。明智はそのまま黒蜥蜴を追跡する。
黒蜥蜴は所有の小型蒸気船で、捕らえた早苗、そして部下の男らとともに東京に戻る。しかし早苗をさらうのに使った長椅子の中から明智の声が聞こえてきたので、宿敵同士の会話を交わしたあと、黒蜥蜴は部下に命じて、長椅子もろとも海に投げ込む。それを聞いて早苗は絶望のため泣き出すが、好敵手明智を失った黒蜥蜴もまた号泣しだす。
やがて、東京湾の埋め立て地の廃倉庫の地下にあるアジトに黒蜥蜴一行はたどりつく。そこには内外の宝石、美術品のほかに、全裸の美男美女の剝製がいくつも飾られていた。早苗もまた剥製とされる日まで全裸で、ひとりの全裸の美青年がいる檻に投げ込まれる。しかしいつの間にか、剥製に服が着せられているという事態が起こる。美青年が早苗をかばうのもあって不機嫌の爆発した黒蜥蜴は早苗をすぐに水槽に入れて殺すよう部下に指示するが、水槽に入れられていたのは剥製のひとつだった。動転する黒蜥蜴はさらに、明智お手柄、早苗自宅に戻るという新聞を見て仰天する。そこに職工姿に化けていた潤一が明智であることを明かし、そして剥製のふりをしていた刑事が動き出す。あの船中、長椅子の中にいたのは明智ではなく、蒸気船火夫の松公で、明智はそれ以来、松公に化けていたのだ。明智は、大阪の岩瀬邸から黒蜥蜴一味がさらった早苗は、明智が見つけてきた替え玉であったと説明する。明智にエジプトの星を奪い返され、ピストルの弾も抜き取られていた黒蜥蜴は自室に駆け込み毒を仰ぐ。ひとり駆け付けた明智に、唇を求め、女賊は絶命する。

## 解説
本作執筆前の1932年（昭和7年）から1933年（昭和8年）にかけての約1年半、乱歩は休筆状態にあった。休筆の大きな要因は、乱歩が本来目指していた「本格」推理を含め、短編でほぼ書きたいものを一旦書き尽くし、その後、『蜘蛛男』を始まりとする大衆受けする「変格」もの、いわゆる通俗スリラーに力をいれる方向へ舵を切ったものの、そのあまりの人気、注文により、これもネタがつき、疲弊し、また再び通俗スリラーの方向でいいのか迷いが生じてきたたことにあった。しかし、1933年末より、乱歩は『悪霊』で連載執筆を再開、続き『妖虫』、『人間豹』、そしてこの『黒蜥蜴』の連載を開始した。最初に連載をはじめ、本格推理を目指したと思われる『悪霊』こそうまく書き進めず3回で中絶してしまったものの、続く『妖虫』とこの『黒蜥蜴』は大好評をもって迎えられ、特に本作『黒蜥蜴』は乱歩の代表作のひとつとなった。
本文で女賊の名は初出では「黒蜥蜴」だが、のちの出版で乱歩が「黒トカゲ」と改めている。

## 登場人物
黒蜥蜴
前歴、本名その他一切不明の美貌の女盗賊。左の腕に黒いトカゲの刺青があり、「黒蜥蜴」と通称されている。夜の東京の暗黒街の華であり、10年にわたって「美しいもの」、特に宝石を蒐集してきた盗賊団のボスである。部下が考案した人間剥製化による、さまざまな人種の若い男女の剥製試作品を「美しいもの」のコレクションに加えている。変装の名人で、大胆不敵かつ手段を選ばず、一度狙いを定めた獲物は逃がさない。自家用船を持ち、東京湾埋め立て地の廃倉庫の地下に収集美術品の展示館を兼ねたアジトを構えている。本名は不明であり、前半で自称した緑川も姓のみしか記述されていない。
岩瀬庄兵衛
在阪の富豪で宝石商を営む。所蔵する大型ダイヤモンドの逸品「エジプトの星」と、愛娘・早苗を黒蜥蜴に狙われている。
岩瀬早苗
庄兵衛の令嬢。秀でた美貌ゆえ、「エジプトの星」共々黒蜥蜴の標的にされ、人間剥製候補とされてしまう。
雨宮潤一
恋人と恋敵を殺害した青年。「山川健作」と名を変え、黒蜥蜴に部下として匿われている。
松公
黒蜥蜴の所有する蒸気船の火夫（ボイラーマン）。
桜山葉子
大阪に住む天涯孤独の若い女性。失業して自殺しようと考えていたが、謎の老人からある仕事を持ちかけられ、これをひき受ける。
香川青年
剥製候補として、黒蜥蜴の虜囚となっている美青年。
K子
早苗が来る少し前まで人間檻の中に全裸で閉じ込められていた少女。現在は人間剥製として陳列されている。
明智小五郎
幾多の難事件を解決してきた日本を代表する素人探偵。岩瀬老人の依頼を受け、身辺警護についている。本作では小林少年は登場せず、数人の部下を率いている。

## 改作版
- 『黒い魔女』（名探偵明智小五郎文庫2、1957年（昭和32年）12月、ポプラ社刊）
  - 少年少女向けにリライトされた作品で、氷川瓏による代作である。「少年探偵シリーズ」（ポプラ社刊）にも収録され、ロングセラーとなった。

## テレビドラマ版
多くは原作の戦前ではなく、各作品当時の現代に舞台を変えている。2024年版は「昭和40年頃の雰囲気と現代を織り交ぜた架空の時代」を背景にしている。『乱歩R』第4話「黒蜥蜴2004世紀末美少年ランド」は「3代目明智小五郎」を登場させるなどパロディー色が濃い。
- 江戸川乱歩シリーズ 明智小五郎「黒蜥蜴」より『ダイヤモンドを喰う女』
  - 東京12ch 1970年（昭和45年）4月25日
  - 脚本：長谷川公之、宮田達男
  - 出演：野川由美子、滝俊介、山田吾一、橘ますみ、岡田裕介、山村聡、鹿内タカシ、村上冬樹、水上竜子、岡部行宏、イクサン・サフア、ギク・メイヤー、津田まり子、右田洋子、滝波錦司、川部修詩、伊藤慶子、出良豊、ほか
- 『明智探偵事務所』
  - NHKテレビ 1972年（昭和47年）4月3日
  - 演出：山田勝美、佐藤満寿哉、北村充史。脚本：中島貞夫、福田善之
  - 出演：倍賞美津子、夏木陽介、田村奈巳、米倉斉加年、麻田ルミ、高橋長英、佐藤蛾次郎、斎穏寺忠雄、六人部健市、ほか
- 土曜ワイド劇場・江戸川乱歩の美女シリーズ第8作「黒蜥蜴」より『悪魔のような美女』
  - テレビ朝日 1979年（昭和54年）4月14日
  - 監督：井上梅次。脚本：ジェームス三木
  - 出演：小川真由美、天知茂、荒井注、五十嵐めぐみ、柳生博、ほか
- 水曜ロードショー・江戸川乱歩傑作シリーズ『黒蜥蜴』
  - TBSテレビ 1990年（平成2年）10月24日
  - 演出：関本郁夫。脚本：田波靖男
  - 製作：東阪企画
  - 出演：島田陽子、小野寺昭、なべおさみ、内田朝雄、森尾由美、鳥越マリ、ベンガル
- 月曜ドラマスペシャル『美しき悪女の伝説 黒蜥蜴』
  - TBSテレビ 1993年（平成5年）1月25日
  - 演出：河野宏。脚本：八木柊一郎
  - 製作：日本テレワーク
  - 出演：岩下志麻、伊武雅刀、谷啓、津川雅彦、野村真美、佐野圭亮、てらそま昌紀ほか
- 『乱歩R』第4話「黒蜥蜴2004世紀末美少年ランド」
  - 日本テレビ 2004年（平成16年）2月2日
  - 演出：長川千佳子。脚本：福本義人
  - 出演：松坂慶子、藤井隆（三代目・明智）、石垣佑磨、上山竜司、須之内美帆子、峰岸徹、嶋田久作、ほか
- ドラマスペシャル 江戸川乱歩生誕120周年没後50年記念『黒蜥蜴』[3][4][5]
  - フジテレビ・関西テレビ 2015年12月22日
  - 監督：根本和政。脚本：深沢正樹。
  - 製作：オスカープロモーション
  - 出演：真矢ミキ、渡部篤郎、山下真司、升毅、里見浩太朗、剛力彩芽、竜星涼、森次晃嗣、西島数博、矢野浩二、前川泰之、岡本あずさ、梅沢昌代、栗山航、曽田茉莉江、小野麻亜矢ほか[6]
- 特集ドラマ『黒蜥蜴-BLACK LIZARD-』[7]
  - NHK BSプレミアム 2019年12月29日、NHK BS4K 2020年2月8日
  - 演出：林海象。脚本：長津晴子、林海象
  - 出演：りょう、永山絢斗、福本莉子、佐久間由衣、吉村界人、風間トオル、佐野史郎、中村梅雀ほか
- 江戸川乱歩原作 名探偵・明智小五郎「黒蜥蜴」[2][8]
  - BS-TBS・BS-TBS 4K 2024年9月29日
  - 監督：本田隆一。脚本：入江信吾。
  - 製作：ホリプロ
  - 出演：船越英一郎、黒木瞳、白本彩奈、樋口幸平、唯月ふうか、古屋呂敏、諏訪太朗、大河内浩、池田鉄洋ほか

## 漫画版
- 『黒とかげ』（1971年（昭和46年）4月号 - 8月号）
  - 高階良子が月刊『なかよし』に連載。「学園・青春モノに限界を感じ、作風を変えるべく挑戦した一作」（本人談）。高階の漫画版では「雨宮潤一と岩瀬早苗」が恋愛関係にあり、潤一が早苗に同情して黒蜥蜴を裏切り、早苗と逃亡を図って黒蜥蜴の部下の凶弾に倒れる。また「エジプトの星」の取引場所も東京タワーに変更されている。
- 『黒蜥蜴 名探偵登場!』（2002年（平成14年）12月、朝日ソノラマ刊）
  - JETによる書き下ろし単行本。
- 『黒蜥蜴』（2007年（平成19年）、『コーラス』3月号・4月号）
  - 北沢バンビによる連載。
- 『江戸川乱歩異人館』
  - 山口譲司による連載。「明智小五郎×虯女〜黒蜥蜴」に登場。
- 『黒トカゲ』
  - 森下裕美作画。2019年刊。完全なギャグ版だが、奥付も含め江戸川乱歩を漫画家の名と並記しており、パスティーシュというより原作漫画である。主要人物、展開など原作のポイントも抑えている。新たに明智の甥、姪、黒トカゲ一味で副首領格の長身美女・ヒナ（雨宮は自分は彼女に次ぐナンバースリーだと自称しているが、松吉に実はブービー賞だとからかわれている）などを配置、伊東温泉ハトヤを主舞台にしている点などがオリジナル。また、一味はかなりな大人数である。

## ラジオドラマ版
- 連続ラジオ小説『黒蜥蜴』
  - NHK第一 1976年 1月15日 - （全12回）
  - 脚色：石山透。音楽：樋口康雄
  - 出演：唐十郎（明智小五郎）、李麗仙（黒蜥蜴）、水沢アキ（岩瀬早苗）、佐藤蛾次郎（雨宮潤一）、ナレーション：中西龍
- 青春アドベンチャー『黒蜥蜴』
  - NHK-FM 2009年（平成21年）5月11日 - 5月15日（全5回）
  - 脚色：棚瀬美幸。選曲：水津雅幸。演出：江澤俊彦。技術：糸林薫。音響効果：巽浩悦
  - 出演：篠井英介（明智小五郎）、清水ミチコ（黒蜥蜴）、清水隆伍（潤一）、山野史人（岩瀬）、藤井美波（早苗・葉子）、福井裕子（岩瀬夫人）。ナレーション：冷泉公裕

## 戯曲版
『黒蜥蜴』は、劇作家によって戯曲化も行われている。有名なものとしては三島由紀夫による戯曲が挙げられ、これは1961年（昭和36年）、雑誌『婦人画報』12月号に初掲載され、1969年（昭和44年）5月に牧羊社より単行本刊行された。初演は1962年（昭和37年）3月にプロデューサー・システムによりサンケイホールで、黒蜥蜴を初代・水谷八重子、明智を芥川比呂志で上演された。
乱歩の「自註自解」によると、三島は子供の頃から本作の愛読者で、当初小牧正英舞踊団のための劇化を打診され、乱歩も承諾していたが中止となった。その後、演劇プロデューサーの吉田史子のために書き下ろしたのが三島版『黒蜥蜴』であり、乱歩はこの戯曲を「江戸川乱歩原作による三島由紀夫作」としている。三島の台本を読んだ乱歩は「なるほど、こうすれば奇抜な面白い劇になるなと感じられるようなものであった」と述べ、宣伝ビラに「私も上演を待ちかねている」と書いている。最後の黒蜥蜴の死の場面に三島の美学が凝縮されている。
三島は戯曲化するにあたり、「女賊黒蜥蜴と明智小五郎との恋愛を前景に押し出して、劇の主軸」にし、種々の歌舞伎の手法を取り入れながら、「原作の耽美主義」「デカダンス」を強調して「美的恐怖恋愛劇に仕立てた」と説明している。
三島版『黒蜥蜴』は多数の団体により幾度も舞台上演され、多くの演出家が手掛けており、女盗賊「黒蜥蜴」役もまた多くの名優たちによって演じられてきた。戯曲では「雨宮潤一と桜山葉子」のように乱歩の原作にはない恋愛模様が描かれている。原作では東京に始まり大阪へと舞台が移るが、三島による戯曲版では逆で、「エジプトの星」の受け渡し場所も、東京タワーに変更されている。
舞台作品における黒蜥蜴といえば、美輪明宏の代表作で、丸山明宏時代から数十年にわたり幾度も演じている。美輪は主演のみならず、演出・美術・衣装・音楽・人選等も自ら手がけている。近年は三島以外に、橋本治による戯曲化もある。
歌舞伎の「割りぜりふ」の技巧を取り入れ、明智と黒蜥蜴が交互にセリフを重ねたあと、「でも最後の勝利は私のもの」と声を揃えるくだりは非常に有名で、三島戯曲をクレジットしていないテレビ映画（1979年版など）にもアレンジして流用されることがある。
2017年の劇団新派公演は江戸川乱歩原作を底本に新派文芸部の齋藤雅文が脚色したオリジナル脚本を書き下ろしており、相違点として歌舞伎の「早替り」や「暗闘」などを取り入れているほか、黒蜥蜴の狙う宝石の名が「クレオパトラの涙」となっている。舞台は原作同様に東京から始まり大阪に移る趣向であり、「クレオパトラの涙」の受け渡し場所は通天閣の展望台である。オリジナルの登場人物として刑事片桐などが設定されている。

### 三島戯曲の単独刊行本
- 『黒蜥蜴』（牧羊社、1969年5月20日） NCID BN15355209
  - 装画：FIDUS。題簽：蕗谷虹児。造本：三島由紀夫。A5変型判。金色帯。154頁
  - 口絵カラー写真4頁6葉（舞台写真：丸山明宏、ほか。撮影：山田健二）。
  - 本文2色刷（活字は紫色、囲み飾り罫は銀色）。
- 特装限定版『黒蜥蜴』（牧羊社、1970年1月15日）
  - 装画：FIDUS。造本：直木久蓉。A4変型判。154頁。総革装（紅色革、紫色革の2種）、天金、左右合わせ函、段ボール外函。
  - 口絵カラー写真1頁1葉（舞台写真：丸山明宏。撮影：山田健二）。
  - 本文2色刷。本文に蜥蜴のレリーフ（空押し）あり。本文、奥付、扉に装画6葉（FIDUS）。
  - 限定350部（記番・署名入）。350部本の表紙は紅色で天金装だが、中にベージュ色のもの、三方金のものあり。
  - ※ 非売品の著者本（表紙は紫色、三方金）も50部あり。
- 文庫版『黒蜥蜴』（学研M文庫、2007年6月25日）
  - 金色帯。口絵カラー写真4頁4葉（舞台写真：美輪明宏、髙嶋政宏、ほか。撮影：御堂義乗、山田健二）。
  - 付録として、自作解題（「黒蜥蜴」について、関係者の言葉、「黒蜥蜴」、「黒蜥蜴」について、映画『黒蜥蜴』の収録歌の歌詞）、座談会（三島由紀夫・江戸川乱歩・芥川比呂志・杉村春子・松浦竹夫・山村正夫「狐狗狸の夕べ」。三島由紀夫・丸山明宏「十年後、BIセクシャル時代がやってくる?!」）、解題（『黒蜥蜴』上演データ、美輪明宏『黒蜥蜴』のこと）
- 英文版『Mishima on Stage the Black Lizard and Other Plays』（訳：Mark Oshima）（Univ of Michigan Center、2007年1月）
  - 収録作品：灯台（The Lighthouse）、地獄変（Hell Screen）、鰯売恋曳網（The Sardine seller's net of Love）、芙蓉露大内実記（The Blush on the White Hibiscus Blossom: Lady Fuyo and the True Account of the Ouchi Clan）、大障碍（Steeplechase）、附子（Busu）、むすめごのみ帯取池（Sash Stealing Pond）、熊野（Yuya）、黒蜥蜴（The Black Lizard）
- 文庫版『若人よ蘇れ・黒蜥蜴 他一篇』（岩波文庫、2018年11月17日）
  - 解説：佐藤秀明
  - 収録作品：「若人よ蘇れ」「黒蜥蜴」「喜びの琴」

全集収録
- 『三島由紀夫全集22（戯曲III）』（新潮社、1975年3月25日）
  - 装幀：杉山寧。四六判。背革紙継ぎ装。貼函。
  - 月報：中村真一郎「三島君の回想」。《評伝・三島由紀夫 23》佐伯彰一「伝記と評伝（その14）」。《同時代評から 23》虫明亜呂無「三島由紀夫のドラマツルギー」
  - 収録作品：「朝の躑躅」「薔薇と海賊」「むすめごのみ帯取池」「熊野」「女は占領されない」「熱帯樹」「弱法師」「十日の菊」「黒蜥蜴」
  - ※ 同一内容で豪華限定版（装幀：杉山寧。総革装。天金。緑革貼函。段ボール夫婦外函。A5変型版。本文2色刷）が1,000部あり。
- 『三島由紀夫戯曲全集 下巻』（新潮社、1990年9月10日）
  - 四六判。2段組。布装。セット機械函。
  - 収録作品：「熊野」「女は占領されない」「熱帯樹」「プロゼルピーナ」「弱法師」「十日の菊」「黒蜥蜴」「源氏供養」「喜びの琴」「美濃子」「恋の帆影」「聖セバスチャンの殉教」「サド侯爵夫人」「憂国」「アラビアン・ナイト」「朱雀家の滅亡」「ミランダ」「わが友ヒットラー」「癩王のテラス」「椿説弓張月」「文楽 椿説弓張月」「附子」「LONG AFTER LOVE」〔初演一覧〕
  - ※ 上巻と2冊組での刊行。
- 『決定版 三島由紀夫全集23巻 戯曲3』（新潮社、2002年10月10日）
  - 装幀：新潮社装幀室。装画：柄澤齊。四六判。貼函。布クロス装。丸背。箔押し2色。
  - 月報：宮内勝典「混成化する世界へ」、松山俊太郎「『豊饒の海』なる書名の意義」、〔天球儀としての劇場3〕田中美代子「家族異変」
  - 収録作品：「道成寺」「朝の躑躅」「薔薇と海賊」「舞踏台本 橋づくし」「むすめごのみ帯取池」「熊野」「女は占領されない」「熱帯樹」「弱法師」「十日の菊」「黒蜥蜴」「源氏供養」「『熱帯樹』創作ノート」「『黒蜥蜴』創作ノート」

### おもな舞台公演
- プロデューサー・システムによる3月サンケイ公演
  - 1962年（昭和37年）3月3日 - 26日 東京・サンケイホール
  - 脚本：三島由紀夫。演出：松浦竹夫。装置：伊藤熹朔。照明：穴沢喜美男。衣裳：中村乃武夫。音楽：矢代秋雄。効果：秦和夫、岡本広基。舞台監督：佐々木忠次。プロデューサー：吉田史子
  - 出演：初代・水谷八重子、芥川比呂志、田宮二郎、大空真弓、小川虎之助、賀原夏子、名古屋章、ほか
  - ※ 三島戯曲版初の公演。
  - ※ 千秋楽に三島由紀夫がボーイ役で特別出演。
  - ※ 1962年（昭和37年）3月24日、31日にフジテレビで舞台中継。
- 松竹＋東急提携15周年記念 名作特別公演
  - 1968年（昭和43年）4月3日 - 26日 東京・東横劇場、4月28日 東京・歌舞伎座（アンコール公演）、8月1日 - 7日 名古屋・御園座、
8月24日 - 29日 京都・南座
  - 脚本：三島由紀夫。演出：松浦竹夫。美術：神取宏全。照明：今井直次。音楽選曲：矢代秋雄。効果：秦和夫。舞台監督：田中基。制作：寺川知男
  - 出演：丸山明宏（現・美輪明宏）、天知茂、広瀬みき、中山仁、村上冬樹、新村礼子、夏八木勲、ほか。千秋楽には三島由紀夫が生人形役で特別出演。
  - ※ 石原慎太郎潤色『若きハイデルベルヒ』と併演。 1968年（昭和43年）7月16日、23日に日本テレビで舞台中継。
- 丸山明宏大阪公演
  - 1969年（昭和44年）7月1日 - 25日 大阪・新歌舞伎座
  - 脚本：三島由紀夫。演出：松浦竹夫。装置：中嶋八郎。照明：今井直次。音楽：矢代秋雄。効果：秦和夫。衣裳：丸山明宏。舞台監督：田中基。制作：寺川知男
  - 出演：丸山明宏、岡田真澄、青山良彦、広瀬みき、村上冬樹、新村礼子、ほか
  - アレクサンドル・デュマ・フィス作『椿姫』と併演。
- 小川真由美・中山仁特別公演
  - 1982年（昭和57年）5月1日 - 25日 京都・南座
  - 脚本：三島由紀夫。演出：篠崎光正。装置：品川洋一。照明：沢田祐二。音楽：深町純。効果：辻亨二。衣裳：植田いつ子。舞台監督：種倉保夫。制作：寺川知男、荒牧大四郎
  - 出演：小川真由美、中山仁、光田昌弘、長谷直美、田島義文、斎藤美和、ほか
- 東京オペラ・プロデュース第22回定期公演 創立10周年記念[17]
  - 1984年（昭和59年）9月11日 - 12日 東京・日本都市センターホール
  - 脚本：三島由紀夫。作曲：青島広志。指揮：三石精一。演出：出口典雄。美術：石井強司。照明：橋本和幸。衣裳：井上サチコ。舞台監督：増田啓路。プロデューサー：松尾洋、竹中史子
  - 出演：中村邦子、本宮寛子、山村民也、工藤博、ほか
  - ※ オペラ化
- 11月特別公演
  - 1984年（昭和59年）11月2日 - 27日 東京・新橋演舞場
  - 脚本：三島由紀夫。演出：栗山昌良。美術：金井俊一郎、石黒紀夫。照明：沢田祐二。音楽：冨田勲。効果：田村悳。衣裳：緒方規矩子。舞台監督：加藤三季夫。制作：寺川知男
  - 出演：坂東玉三郎、北大路欣也、村上弘明、賀来千香子、菅原謙次、南美江、ほか
  - ※ 昭和59年度芸術祭参加。
- 中日劇場公演
  - 1986年（昭和61年）4月3日 - 26日 名古屋・中日劇場
  - 脚本：三島由紀夫。演出：栗山昌良。美術：石黒紀夫、島川とおる。照明：服部基。音楽：冨田勲。効果：田村悳。衣裳：緒方規矩子。舞台監督：中川寿夫。制作：寺川知男
  - 出演：坂東玉三郎、草刈正雄、村上弘明、賀来千香子、菅原謙次、南美江、ほか
- 3月特別公演
  - 1990年（平成2年）3月2日 - 26日 東京・新橋演舞場
  - 脚本：三島由紀夫。演出：坂東玉三郎、福田逸。美術：石黒紀夫。装置：島田繁夫。照明：塚本悟。音響効果：内藤博司。衣裳：緒方規矩子。舞台監督：遠藤宣彦。制作：赤松洋行
  - 出演：松坂慶子、津嘉山正種、荻野目慶子、井上純一、伊藤敏八、南美江、ほか
  - ※ 三島由紀夫20年祭
- フロムスリー製作公演
  - 1993年（平成5年）4月1日 - 18日 東京芸術劇場中ホール、4月20日 - 21日 名古屋・愛知厚生年金会館大ホール、
4月23日 高松市民会館大ホール、4月27日 - 5月2日 大阪厚生年金会館中ホール
  - 脚本：三島由紀夫。演出・美術・音楽・衣裳：美輪明宏。美術：松野潤。照明：下村秀昭。音響効果：高橋巌。舞台監督：北条孝。宣伝美術：横尾忠則。制作：佐野公一。プロデューサー：本位田永樹
  - 出演：美輪明宏、榎木孝明、宇梶剛士、佐倉しおり、有田麻里、田口計、ほか
- ドラマチックオフィス企画制作公演
  - 1997年（平成9年）5月30日 - 6月22日 東京・青山劇場
  - 脚本：三島由紀夫。演出・美術・音楽・衣裳：美輪明宏。美術：松野潤。照明：原田保。音響効果：高橋巌。舞台監督：北条孝。制作：佐野公一。プロデューサー：本位田永樹
  - 出演：美輪明宏、名高達男、宇崎慧、藤谷美紀、有田麻里、田口計、ほか
- 篠井英介ひとり芝居『女賊』
  - 1999年（平成11年）11月9日 - 23日 東京・三軒茶屋シアタートラム
  - 脚本・演出：橋本治。舞台監督：伊達一成
  - 出演：篠井英介、鈴木規依示、田中謙次、ほか
- パルコ劇場30周年記念公演
  - 2003年（平成15年）3月5日 - 30日 東京・ル・テアトル銀座、4月3日 郡山市民文化センター、4月5日 - 6日 仙台・宮城県民会館、
4月10日 - 12日 名古屋・愛知厚生年金会館、4月15日 - 16日 広島郵便貯金ホール、4月18日 - 19日 福岡サンパレスホール、
4月23日 富山・オーバード・ホール、4月26日 長野県民文化会館大ホール、4月29日 浜松・アクトシティ浜松、5月2日 - 10日 大阪厚生年金会館芸術ホール
  - 脚本：三島由紀夫。演出・美術・音楽・衣裳：美輪明宏。照明：戸谷光宏。音響：高橋巌。舞台監督：北条孝、佐川明紀。制作：祖父江友秀
  - 出演：美輪明宏、髙嶋政宏、木村彰吾、須藤温子、有田麻里、田口計、ほか
- T.P.T 「THEATRE PROJECT TOKYO」58
  - 2006年（平成18年）11月24日 - 12月20日 東京・ベニサン・ピット
  - 脚本：三島由紀夫。演出：デヴィッド・ルヴォー、門井均
  - 出演：麻実れい（緑川夫人・黒蜥蜴）、千葉哲也（明智小五郎）、山崎雄介（雨宮潤一）、宮光真理子（岩瀬早苗）、清水綋治（岩瀬庄兵衛）、岡本竜汰（堺）、ほか
  - ※ この舞台により麻実れいは、第6回朝日舞台芸術賞舞台芸術賞と、第14回読売演劇大賞優秀女優賞を受賞。
- 宝塚歌劇団花組公演 『明智小五郎の事件簿-黒蜥蜴』
  - 2007年（平成19年）2月9日 - 3月19日 宝塚大劇場、4月6日 - 5月13日 東京宝塚劇場
  - 脚本・演出：木村信司
  - 出演：春野寿美礼、桜乃彩音、真飛聖、壮一帆、愛音羽麗、未涼亜希、桜一花、野々すみ花、ほか
  - ※ 新人公演（2月27日）は、主演：野々すみ花、朝夏まなと、日向燦、初姫さあや、ほか
- 明治座創業140周年記念『黒蜥蜴』
  - 2012年（平成24年）6月1日 - 24日 東京・明治座
  - 脚本：齋藤雅文。演出：西川信廣
  - 出演：浅野ゆう子、加藤雅也、鷲尾真知子、渡辺哲、賀集利樹、林丹丹、ほか
- パルコ劇場40周年記念公演
  - 2013年（平成25年）4月5日 - 5月6日 東京・ル・テアトル銀座、5月12日 - 5月13日 名古屋・愛知県芸術劇場、5月18日 仙台・イズミティ21、
5月24日 - 26日 大阪・梅田芸術劇場、6月1日 - 2日 福岡・キャナルシティ劇場、6月4日 広島・ アステールプラザ、
6月8日 神奈川・グリーンホール相模大野、6月12日 高知・高知県立県民文化ホール
  - 脚本：三島由紀夫。演出・美術・音楽・衣裳：美輪明宏。照明：戸谷光宏。音響：鹿野英之。舞台監督：佐川明紀。制作：祖父江友秀
  - 出演：美輪明宏、木村彰吾、中島歩、義達祐未、若林哲行、白川和子、ほか
- 東京芸術劇場　プレイハウス公演『黒蜥蜴』
  - 2015年（平成27年）9月4日 - 9月21日
  - 脚本：三島由紀夫。演出・美術・衣裳・主演：美輪明宏
  - 出演：美輪明宏、木村彰吾、中島歩、團遥香、白川和子、ほか
- オペラ《黒蜥蜴》
  - 2016年（平成28年）7月9日、10日（各日2回、計4公演） 北千住シアター1010（せんじゅう）
  - 脚本：三島由紀夫。作曲・演出：青島広志
- 花形新派公演『黒蜥蜴』
  - 2017年（平成29年）6月1日～24日 三越劇場
  - 脚本（本公演書き下ろし[注 1]）・演出：齋藤雅文
  - 出演：河合雪之丞、喜多村緑郎、永島敏行、春本由香、秋山真太郎、田口守ほか
- 梅田芸術劇場公演『黒蜥蜴』
  - 2018年1月9日 - 1月28日 日生劇場、2月1日 - 2月5日 梅田芸術劇場メインホール[18]
  - 脚本：三島由紀夫。演出：デヴィッド・ルヴォー。企画・制作：梅田芸術劇場
  - 出演：中谷美紀、井上芳雄、相楽樹、朝海ひかる、たかお鷹、成河、ほか
- CCCreation公演『黒蜥蜴〜Burlesque KUROTOKAGE〜』[19][20]
  - 2025年2月8日 - 16日 こくみん共済 coop ホール/スペース・ゼロ
  - 脚本：エスムラルダ。演出：丸尾丸一郎。
  - 出演：雷太、平野良、神尾晋一郎、島田惇平、菊池修司、大崎捺希、前嶋曜、右近健一 、ほか

### 朗読劇
2023/1 ノサカラボ『名探偵の継承』朗読劇「黒蜥蜴」
原作：江戸川乱歩 / 構成・演出：野坂実 / 脚本：穴吹一朗 / 1月18日 - 22日 シアターミクサ
■出演■
- 1/18 18:00 福圓美里、明坂聡美、野島健児、梶原岳人
- 1/19 18:00 桑島法子、明坂聡美、佐藤拓也、今井文也
- 1/20 13:00 名塚佳織、能登麻美子、吉野裕行、今井文也
- 1/20 18:00 能登麻美子、大原さやか、吉野裕行、今井文也
- 1/21 13:00 大原さやか、佐藤利奈、関智一、安元洋貴
- 1/21 18:00 佐藤利奈、明坂聡美、安元洋貴、関智一
- 1/22 12:00 釘宮理恵、福圓美里、竹内栄治、関智一
- 1/22 17:00 茅野愛衣、名塚佳織、関智一、竹内栄治

### 映画（戯曲版）
『黒蜥蜴』は2度映画化されているが、いずれも三島由紀夫の戯曲を原作とした「三島戯曲の映画化」である。乱歩「自註自解」によると、三島の戯曲上演の前売りの段階から映画各社から映画化の話があり、吉田史子プロデューサーが大映に決めた。
2作とも日本よりも海外での評価や知名度、人気が高いことで知られ、特に1968年（昭和43年）の深作欣二監督版はクエンティン・タランティーノの『キル・ビル』に影響を与えた。

#### 大映1962年版
ミュージカル映画『黒蜥蜴』1962年（昭和37年）3月14日封切。1時間42分、カラー・大映スコープ作品。公開時の惹句は、「七つの仮面をもつ黒蜥蜴と名探偵明智小五郎の一騎打ち！」である。
製作・配給：大映東京。監督：井上梅次。原作戯曲：三島由紀夫。脚本：新藤兼人。音楽：黛敏郎。撮影：中川芳久。照明：安田繁。録音：橋本国雄。美術：間野重雄。編集：鈴木東陽。助監督：大石要
作詞：三島由紀夫。（主題歌「黒蜥蜴の歌」、挿入歌「黒とかげの恋の歌」、「用心棒の歌」）
- キャスト
  - 黒蜥蜴（緑川夫人）：京マチ子
  - 明智小五郎：大木実
  - 雨宮潤一：川口浩
  - 岩瀬早苗・桜山葉子（二役）：叶順子
  - 岩瀬庄兵衛：三島雅夫
  - 岩瀬夫人：目黒幸子
  - ひな夫人：緋桜陽子
  - 北村：杉田康
  - 松吉：中条静夫
  - 堺：大庭健次朗
  - 木津：長田健二
  - 岐阜：竹村南海児
  - 女中・夢子：久里千春
  - 女中・色江：小笠原まり子
  - 御用聞・五郎：三角八朗
  - ホテル支配人：谷謙一
  - ホテルボーイ：穂積明
  - 用心棒：阿部脩・大川修・藤山浩二・北城寿太郎・丸井太郎

##### 映像ソフト化
- 1980年代に大映ビデオからVHSが発売された。本来シネスコサイズの映像をビスタサイズで収録しており、画面がやや縦長となっている。
- 1988年11月25日、パイオニアLDCからニューマスター版のレーザーディスク発売された（販売：大映ビデオ）。
- 1990年代に大映ビデオから「大映ビデオミュージアム」レーベルの1本としてVHSが発売された。
- 2013年11月22日、角川書店からDVDが発売された。

#### 松竹1968年版
映画『黒蜥蜴』1968年（昭和43年）8月14日封切。1時間26分、カラー・ワイド作品。
製作・配給：松竹大船。監督：深作欣二。原作戯曲：三島由紀夫。脚本：成沢昌茂、深作欣二。音楽：冨田勲。製作：織田明。撮影：堂脇博。照明：三浦礼。録音：田中俊夫。調音：佐藤広文。美術：森田郷平。編集：浦岡敬一。監督助手：大江英夫。メークアップ・アーチスト：工藤貞夫
- キャスト
  - 黒蜥蜴（緑川夫人）：丸山明宏（現・美輪明宏）
  - 明智小五郎：木村功
  - 雨宮潤一：川津祐介
  - 岩瀬早苗・桜山葉子（二役）：松岡きっこ
  - 岩瀬庄兵衛：宇佐美淳也
  - 的場刑事：西村晃
  - ひな：小林トシ子
  - 黒木鉄也：丹波哲郎
  - 原田：小田草之助
  - 富山：服部欽二
  - 大川：佐藤京一
  - 松吉：木村功（二役）
  - 堺：加島潤
  - 木津：舟越竜二
  - ショーダンサー：宝みつ子
  - 日本青年の生人形：三島由紀夫（※特別出演）

##### 映像ソフト化・テレビ放送
- 1980年代にRCA コロムビア・ピクチャーズ・インターナショナルビデオからVHSが発売された。
- 上記のビデオ版を除いて、日本国内では長らく映像ソフトは発売されていなかったが、2025年6月11日に松竹からブルーレイ・DVDが発売された（1969年製作の『黒薔薇の館』と2枚組セット）。
- 2005年に東映チャンネルで深作欣二特集の一環として放送された。
- 2014年1月11日にWOWOWで美輪明宏特集の一環としてテレビ放送された。その後、何度かリピート放送も行われている。

##### エピソード
三島は、この映画のコンビ（深作欣二、丸山明宏）で、自身のオリジナル映画作品を作ろうと意欲を燃やし、1968年（昭和43年）に幻想的なストーリーの原案を書いていた。そして、それを元に松竹が脚本を作ったが、「膨らませ方が自分のイメージと違いすぎる」と三島が申し出たため、そのまま映画化は立ち消えとなった。
その三島の原案ストーリーでは、麻薬の取引の話などがあり、時代を先取りし過ぎて実現が難しかったのではないかと見られている。三島の原案原稿と、それについて話している三島の肉声テープは、元松竹プロデューサーの織田明が所有していて、1992年（平成4年）に公表された。

## 黒蜥蜴を演じた女優・俳優
（☆印は、明智小五郎 役の俳優）
- 戯曲
  - 初代・水谷八重子 - ☆芥川比呂志
  - 美輪明宏（旧・丸山明宏） - ☆天知茂、岡田真澄、勝部演之、榎木孝明、名高達男、髙嶋政宏
  - 小川真由美 - ☆中山仁
  - 坂東玉三郎 - ☆北大路欣也、草刈正雄
  - 松坂慶子 - ☆津嘉山正種
  - 篠井英介 - ☆鈴木規依示
  - 麻実れい - ☆千葉哲也
  - 川辺実記 - ☆三上剛
  - 阿左見真紀 - ☆榊原毅
  - 浅野ゆう子 - ☆加藤雅也
  - 中谷美紀 - ☆井上芳雄
- 新派
  - 河合雪之丞 - ☆喜多村緑郎
- オペラ
  - 中村邦子 - ☆山村民也
  - 松田麻美 - ☆古沢利人
  - 江口二美 - ☆古沢利人
- 宝塚歌劇
  - 桜乃彩音 - ☆春野寿美礼（2007年花組本公演）
  - 野々すみ花 - ☆朝夏まなと（2007年花組新人公演）
- 映画
  - 京マチ子 - ☆大木実
  - 美輪明宏 - ☆木村功
- テレビドラマ
  - 野川由美子 - ☆滝俊介
  - 倍賞美津子 - ☆夏木陽介
  - 小川真由美 - ☆天知茂
  - 島田陽子 - ☆小野寺昭
  - 岩下志麻 - ☆伊武雅刀
  - 松坂慶子 - ☆藤井隆
  - 真矢ミキ - ☆渡部篤郎
  - りょう - ☆永山絢斗
  - 黒木瞳 - ☆船越英一郎
- ラジオドラマ
  - 清水ミチコ - ☆篠井英介